# Clásico RCN 2011
Le Clásico RCN 51 años Comcel est la cinquante-et-unième édition du Clásico RCN. Elle s'est disputée du 30 septembre au 9 octobre 2011, en Colombie.
La course menait les coureurs de Neiva (département de Huila) à Medellín (département d'Antioquia).
20 équipes ont disputé la compétition pour un total de 193 coureurs.
Le vainqueur de l'épreuve fut Rafael Infantino.

## Équipes participantes
20 équipes disputent la course.
| Équipe                                                   | Principaux engagés                                                   |
| -------------------------------------------------------- | -------------------------------------------------------------------- |
| GW Shimano - CHEC - Edeq - Envía                         | Félix Cárdenas, Marlon Pérez                                         |
| Gobernación de Antioquia - Indeportes Antioquia          | Sergio Henao, Julián Rodas, José Enrique Gutiérrez, John Fredy Parra |
| Boyacá orgullo de América - Aretama - Lotería de Boyacá  | Freddy Montaña, Iván Casas, Fernando Camargo                         |
| EPM - UNE                                                | Rafael Infantino, Giovanni Báez, Mauricio Ortega, Iván Parra         |
| Indeportes Cundinamarca - Pinturas Bler - IMRD Chía      | Jefferson Vargas                                                     |
| Redetrans - Supergiros - InderValle - EmCali - Autolarte | Juan Diego Ramírez                                                   |
| EBSA - Empresa de Energía de Boyacá                      | Víctor Niño, Cristian Talero                                         |
| Formesán - IDRD - Gobierno del Zulia - Liga de Bogotá    | José Rujano                                                          |
| Alcaldía de San Bernardo del Viento - Café Córdoba       | Samuel Cabrera                                                       |
| Fuerzas Armadas - Ejército Nacional - Fe en la Causa     | Jader Betancur                                                       |
| Club Ciclo Ases                                          | Oscar Aya                                                            |
| UNE - EPM Sub-23                                         | Óscar Rivera, Javier Gómez                                           |
| Alcaraván Unidos Gana el Meta - American Shop            | Omar Mendoza                                                         |
| Essa - InderSantander - Formesan - Panachi               | Wilson Marentes, Alejandro Serna                                     |
| Rodando por un Sueño - Almacenes Éxito                   | Alexander Giraldo                                                    |
| Policía Nacional                                         | Darwin Atapuma                                                       |
| Movistar                                                 | Carlos Gálviz, Marvin Angarita, Gregory Brenes, Byron Guamá          |
| Gobernación de Boyacá - Alcaldía Paipa                   | Flober Peña                                                          |
| Fábrica de Licores de Antioquia - IDEA (Sub-23)          | Isaac Bolívar                                                        |
| Grupo Elite - El Mago Editores                           | Karoll Torres                                                        |

## Récit de la course

### 30 septembre -1eroctobre
La 51e édition du Clásico RCN débute par un prologue de 8,1 km. Marlon Pérez, de l'équipe GW Shimano, déjà vainqueur du prologue du Tour de Colombie 2011, le remporte et s'empare du maillot de leader (comme l'année précédente). Le lendemain, Javier Gómez fausse compagnie à ses six compagnons d'échappée pour l'emporter. Il relègue le peloton à 64 secondes. Iván Casas, également dans la fugue, prend la tête du classement général.

### 2 octobre
La deuxième étape qui mène à la capitale Bogota est accidentée. Lors de l'ascension de l'alto de Mondoñedo, Rafael Infantino s'isole puis est rejoint par Sergio Henao, Julián Rodas, Darwin Atapuma et Fernando Camargo. Ce dernier est lâché et les quatre hommes livrent un duel avec les autres favoris. Sergio Henao remporte l'étape et dépossède Casas du maillot de leader. Le vainqueur sortant Félix Cárdenas et le peloton terminent à deux minutes, Iván Casas et José Rujano à 27 minutes.

### 3 - 5 octobre
Ces trois étapes voient le même scénario se répéter. Une échappée qui n'arrive pas à son terme et alors que la jonction s'est produite, un coureur réussit à devancer le sprint du peloton. L'équipe Movistar gagne deux jours de suite grâce à Byron Guamá et Marvin Angarita, alors que Alejandro Serna remporte la 5e étape. Sergio Henao reste leader et consolide son maillot, en grappillant quelques secondes de bonifications chaque jour. Durant la 3e étape, Casas et Rujano abandonnent.

### 6 octobre
La 6e étape voit Henao vaciller. Les EPM - UNE attaquent le leader et dans le mythique alto de La Línea, Mauricio Ortega s'enfuit, Henao ne peut répondre. Rafael Infantino et Iván Parra en profitent pour poursuivre leur coéquipier, seul Julián Rodas, équipier du leader, peut les suivre et défend la position de l'équipe Gobernación de Antioquia. Cependant à 20 km de l'arrivée tout rentre dans l'ordre et le peloton rejoint Infantino, Parra et Rodas. Ortega remporte l'étape et Henao réussit, même, à reprendre quelques secondes à ses rivaux. Félix Cárdenas termine attardé.

### 7 octobre
Rafael Infantino remporte la 7e étape et s'empare de la tête du classement général. À une vingtaine de kilomètres de l'arrivée, dans l'ascension d'un col hors-catégorie, Infantino et Ortega attaquent Henao qui ne peut répondre. Ils rejoignent les échappés matinaux (dont fait partie Cárdenas) et Infantino passe au sommet, à six kilomètres de l'arrivée, avec 50 secondes d'avance. Il lui en reste 39 sur Henao à l'issue de l'étape. Rafael Infantino est le nouveau leader avec douze secondes d'avance sur Sergio Henao, puis suivent Julián Rodas et Darwin Atapuma, mais déjà à plus d'une minute. Freddy Montaña, troisième du dernier Tour de Colombie, abandonne.

### 8 octobre
Rafael Infantino gagne sa deuxième étape. Dans l'alto de Minas, autre col mythique de Colombie, Julián Rodas et José Enrique Gutiérrez s'enfuient pour servir de point d'appui à leur chef de file, Sergio Henao. Ils sont suivis par Mauricio Ortega, équipier du leader. Mais la stratégie tourne à l'avantage d'Infantino qui s'appuie sur son coéquipier pour s'échapper et distancer Henao. Le coureur d'EPM - UNE passe en tête au sommet et conserve plus d'une minute d'avance à l'arrivée sur six coureurs (le huitième de l'étape terminant lui à 4 min 52). L'ancien leader est maintenant à près d'1 min 30, Atapuma et Rodas à 2 min 30. Félix Cárdenas abandonne.

### 9 octobre
Rafael Infantino remporte sa troisième victoire d'étape d'affilée, en établissant un nouveau record dans l'ascension de l'alto de Santa Elena (terme également du Tour de Colombie 2011). Sergio Henao, dauphin d'Infantino, jusqu'au départ de l'ultime étape, rétrograde à la suite d'une contre-performance dans la montée finale (comme au Tour de Colombie 2011). Darwin Atapuma est aussi chassé du podium à l'issue du contre-la-montre. Julián Rodas passe de la quatrième à la deuxième place et Iván Parra, deuxième de l'étape, passe du sixième rang à la dernière marche du podium final.
Le récit de la course est tiré principalement du dossier réalisé par revistasolociclismo.com. Clásico RCN 2011

## Les étapes
| Étape     | Date         | Villes étapes                             | km       | Vainqueur d'étape | Leader du classement général |
| --------- | ------------ | ----------------------------------------- | -------- | ----------------- | ---------------------------- |
| Prologue  | 30 septembre | Neiva - Neiva                             | 8 (CLM)  | Marlon Pérez      | Marlon Pérez                 |
| 1re étape | 1er octobre  | Neiva - Espinal                           | 155,7    | Javier Gómez      | Iván Casas                   |
| 2e étape  | 2 octobre    | Girardot - Bogota                         | 142,1    | Sergio Henao      | Sergio Henao                 |
| 3e étape  | 3 octobre    | Funza - Tunja                             | 199,7    | Byron Guamá       | Sergio Henao                 |
| 4e étape  | 4 octobre    | Firavitoba - Tocancipá                    | 180      | Marvin Angarita   | Sergio Henao                 |
| 5e étape  | 5 octobre    | Bogota - Ibagué                           | 217,3    | Alejandro Serna   | Sergio Henao                 |
| 6e étape  | 6 octobre    | Ibagué - Génova                           | 139,4    | Mauricio Ortega   | Sergio Henao                 |
| 7e étape  | 7 octobre    | Armenia - Villa María                     | 132,3    | Rafael Infantino  | Rafael Infantino             |
| 8e étape  | 8 octobre    | Chinchiná - Itagüí                        | 172,4    | Rafael Infantino  | Rafael Infantino             |
| 9e étape  | 9 octobre    | Medellín - Medellín (Alto de Santa Elena) | 18 (CLM) | Rafael Infantino  | Rafael Infantino             |

## Classement général
128 coureurs terminent l'épreuve.
| #   | Coureur           | Équipe                                          |    | Temps            |
| --- | ----------------- | ----------------------------------------------- | -- | ---------------- |
| 1.  | Rafael Infantino  | EPM - UNE                                       | en | 33 h 21 min 04 s |
| 2.  | Julián Rodas      | Gobernación de Antioquia - Indeportes Antioquia | +  | 5 min 04 s       |
| 3.  | Iván Parra        | EPM - UNE                                       |    | 5 min 40 s       |
| 4.  | Darwin Atapuma    | Policía Nacional de Colombia                    |    | 6 min 00 s       |
| 5.  | Sergio Henao      | Gobernación de Antioquia - Indeportes Antioquia |    | 6 min 50 s       |
| 6.  | Mauricio Ortega   | EPM-UNE                                         |    | 8 min 04 s       |
| 7.  | Alexander Giraldo | Rodando por un Sueño - Almacenes Éxito          |    | 10 min 16 s      |
| 8.  | Gregory Brenes    | Movistar                                        |    | 12 min 42 s      |
| 9.  | Óscar Rivera      | UNE - EPM Sub-23                                |    | 13 min 11 s      |
| 10. | Giovanni Báez     | EPM - UNE                                       |    | 13 min 12 s      |

## Évolution des classements
| Étapes             | Vainqueur          | Classement général | Classement de la montagne | Classement de la régularité | Classement des étapes volantes | Classement par équipes                          |
| ------------------ | ------------------ | ------------------ | ------------------------- | --------------------------- | ------------------------------ | ----------------------------------------------- |
| Prologue           | Marlon Pérez       | Marlon Pérez       | Non attribué              | Non attribué                | Non attribué                   | Non attribué                                    |
| 1re étape          | Javier Gómez       | Iván Casas         | Non attribué              | Javier Gómez                | Javier Gómez                   | UNE - EPM Sub-23                                |
| 2e étape           | Sergio Henao       | Sergio Henao       | Rafael Infantino          | Sergio Henao                | John Fredy Parra               | Gobernación de Antioquia - Indeportes Antioquia |
| 3e étape           | Byron Guamá        | Sergio Henao       | Rafael Infantino          | Sergio Henao                | Jefferson Vargas               | Gobernación de Antioquia - Indeportes Antioquia |
| 4e étape           | Marvin Angarita    | Sergio Henao       | Rafael Infantino          | Sergio Henao                | Jefferson Vargas               | Gobernación de Antioquia - Indeportes Antioquia |
| 5e étape           | Alejandro Serna    | Sergio Henao       | Rafael Infantino          | Sergio Henao                | Cristian Talero                | Gobernación de Antioquia - Indeportes Antioquia |
| 6e étape           | Mauricio Ortega    | Sergio Henao       | Rafael Infantino          | Sergio Henao                | Cristian Talero                | EPM - UNE                                       |
| 7e étape           | Rafael Infantino   | Rafael Infantino   | Rafael Infantino          | Sergio Henao                | Cristian Talero                | EPM - UNE                                       |
| 8e étape           | Rafael Infantino   | Rafael Infantino   | Rafael Infantino          | Sergio Henao                | Cristian Talero                | EPM - UNE                                       |
| 9e étape           | Rafael Infantino   | Rafael Infantino   | Rafael Infantino          | Sergio Henao                | Cristian Talero                | EPM - UNE                                       |
| Classements finals | Classements finals | Rafael Infantino   | Rafael Infantino          | Sergio Henao                | Cristian Talero                | EPM - UNE                                       |

## Bilan sportif
Le Clásico RCN 2011 a vu l'avènement de Rafael Infantino. Il remporte l'épreuve en gagnant les trois dernières étapes et le classement du meilleur grimpeur. Il a d'abord évolué dans l'ombre du favori Sergio Henao, pour l'ébranler dans la 6e étape puis le surclasser dans les étapes suivantes.
Son équipe EPM-UNE a dominé la compétition en plaçant quatre hommes dans les dix premiers du classement général et surtout deux sur le podium.
La deuxième étape a été l'étape la plus importante de ce Clásico puisque les quatre échappés se retrouvent dans les cinq premiers du classement général final de l'épreuve (dont deux aux deux premières places). Les trois dernières étapes montagneuses ont "simplement" déterminé l'ordre dans le quintet. Seul Iván Parra a pu s'immiscer dans le quatuor de la deuxième étape.